# Елен скок
Елен скок или Елен мост, понякога Еленски скок (на македонска литературна норма: Елен скок, Елен мост, Еленски скок), е каменен сводест мост на Мала река край село Могорче, Република Македония. Твърди се, че е изграден в средата на XVIII век от дялан камък с един свод от мимар Хайрудин, който е архитект и на Стария мост на Неретва в Мостар, ученик на прочутия архитект мимар Синан.

## Легенди
За построяването на моста има няколко легенди сред местното население. Според първата легенда, мостът е построен в памет на момчето, което, за да защити честта на момичето, което обича, убива един турски бей. След това, турците изпратили силен аскер, за да го хване. Преследван от аскера момчето бяга, но стига до придошлата Мала река. В този момент на отчаяние и безизходица, от гората се появили феи и го превърнали в прекрасен елен, който без проблем прескочил реката. По-късно, в памет на събитието, но и като благодарност към феите, селяните построили мост.
Другата легенда разказва за бея, който със своята армия се опитва да улови един елен, който постоянно му избягва и който дори не успява да приближи. При едно от преследванията обаче раняват елена, но дори тогава той се опитва да избяга, стигайки до брега на Мала река. Успял да прескочи на другия край на реката и там починал. Възхитен от неговата смелост и упоритост да устои докрай и да не се предаде на врага, беят наредил в негова чест да се изгради мост, което ще символизира този съдбоносен еленски скок.
Според трета легенда в планината Стогово, в непосредствена близост до село Могорче, ловджия от селото отива на лов за елен. Но точно когато вдига пушката да го застреля, вижда умолителния поглед на елена и го пощадява. Така ловджията и еленът се сприятелили и всеки ден се срещали. За срещите с елена ловджията разказал на селяните. Селяните една сутрин се втурнали да го търсят, като го намерили се опитали да го хванат. Но еленът започнал да бяга и за да не стане жертва на непознатите, се опитал да прескочи реката, но не успял. Скокът му за малко не достигнал и той си счупил предните крака. В памет на храбростта и красотата на елена, селяните на Могорче, които са чутовни майстори, създали този мост с необичайна конструкция и архитектура.